# Kisbér (distrikt)
Kisbér är ett distrikt i Ungern. Det ligger i provinsen Komárom-Esztergom, i den västra delen av landet, 80 km väster om huvudstaden Budapest.